# 基地錦標集團
基地錦標集團控股有限公司，簡稱基地錦標集團（英語：Basetrophy Group Holdings Limited，港交所：8460），在2003年，由行政總裁劉頌豪及其主席袁淑霞，於總部香港成立「雋基工程有限公司」。業務在香港經營地基工程及地盤平整工程。
股份在2017年6月27日於港交所創業板上市。招股定價為0.26港元，發行新股為2.5億股，而集資額為3570萬港元。